# The Tourist (Fernsehserie)
The Tourist – Duell im Outback (Staffel 1) bzw. The Tourist – Irisches Blut (Staffel 2) ist eine Thriller-Fernsehserie aus den Jahren 2022 und 2024 mit Jamie Dornan in der Hauptrolle. Er spielt einen Mann, der nach einem Autounfall im australischen Outback unter Amnesie leidet und herausfinden will, wer er ist und warum er von einem Auftragskiller verfolgt wird.
Die Serie wurde um eine zweite Staffel erweitert, die im Januar 2024 von der BBC veröffentlicht wurde und im Juni 2024 vom ZDF ausgestrahlt wurde.

## Handlung
Ein Mann fährt durch das australische Outback und wird nach einiger Zeit von einem Lastwagen verfolgt und schließlich von der Straße gedrängt, wobei sich sein Wagen mehrfach überschlägt. Als Nächstes wacht der Mann im Krankenhaus auf und kann sich an nichts mehr erinnern; er weiß weder, wer er ist, noch, was er gemacht hat oder was mit ihm geschehen ist. An sein Krankenbett tritt die Constable auf Probe Helen Chambers, die ihm ihre Hilfe anbietet. In seiner Hosentasche findet er einen Zettel, auf dem ein Treffpunkt zu einer bestimmten Uhrzeit in einem Restaurant notiert ist. Dort trifft er auf Luci Miller. Kurz nachdem beide das Restaurant verlassen, explodiert an seinem vormaligen Sitzplatz eine Bombe. Zeitgleich geht der Auftragskiller Billy Nixon in das Krankenhaus und fragt nach dem Mann, der sich zuvor selbst entlassen hatte. Helen Chambers befragt Billy Nixon dazu, warum er sich für den Mann interessiert und im Krankenhaus nach ihm gefragt hat. Nixon nimmt seinerseits die Verfolgung des Mannes und Luci auf.
Der Mann und Luci machen sich auf die Suche nach einem mysteriösen Anrufer, der offenbar lebendig unter der Erde begraben ist und einen vagen Standort angibt. Nachdem sie erfolglos versucht haben, dorthin zu gelangen, und in einen Sandsturm geraten sind, mieten sie sich beide einen Hubschrauber. Der Mann und Luci finden den Anrufer schließlich vergraben in einem Fass und inzwischen tot. Nachdem er Lucis Unterschrift auf einem Formular im Hubschrauber gesehen hat, wird dem Mann klar, dass Luci diejenige ist, die den Notizzettel geschrieben hat, der ihn ins Restaurant schickte. Luci gibt schließlich zu, dass sie ihn kennt, und dass sein Name Elliott Stanley ist. Er habe gemeinsam mit ihr in Notwehr einen Menschen getötet.
Am Ende der zweiten Staffel leben Elliot Stanley und Helen Chambers, nachdem die beiden Familien von Elliot versöhnt scheinen, in den Niederlanden. Er verbrennt seine Akte im Kamin, ohne sie zu lesen. Er fröhnt Tanzen. In den Schlussaufnahmen sieht man, dass die Akte ihn als Spezialagenten auswies.

## Episoden
Titel der ersten Staffel ist Duell im Outback, der Titel der zweiten Staffel lautet Irisches Blut.

### Staffel 1: Duell im Outback
| Nr. (ges.) | Nr. (St.) | Originaltitel                    | Erstausstrahlung |
| ---------- | --------- | -------------------------------- | ---------------- |
| 1          | 1         | Im Tau von Lethes Flut           |                  |
| 1          | 2         | Waiting for the Sun              |                  |
| 1          | 3         | Lasciate ogni speranza           |                  |
| 1          | 4         | Der Zorn des sanftmütigen Mannes |                  |
| 1          | 5         | Precious Memories                |                  |
| 1          | 6         | Burito, der Erlöser              |                  |

### Staffel 2: Irisches Blut
| Nr. (ges.) | Nr. (St.) | Originaltitel           | Erstausstrahlung |
| ---------- | --------- | ----------------------- | ---------------- |
| 2          | 1         | Iren sind menschlich    |                  |
| 2          | 2         | Der Gang der Dinge      |                  |
| 2          | 3         | Wurst und Musik         |                  |
| 2          | 4         | Die Kinder von Lir      |                  |
| 2          | 5         | In Morpheus' Fängen     |                  |
| 2          | 6         | Der tantalidische Fluch |                  |

## Besetzung und Synchronisation
| Rolle                                    | Schauspieler                                            | Deutscher Sprecher                |
| ---------------------------------------- | ------------------------------------------------------- | --------------------------------- |
| Elliot Stanley                           | Jamie Dornan                                            | Johannes Raspe                    |
| Helen Chambers                           | Danielle Macdonald                                      | Dina Kürten                       |
| Luci Miller / Victoria                   | Shalom Brune-Franklin                                   | Svantje Wascher                   |
| Kosta Panigiris                          | Alex Dimitriades                                        | Marios Gavrilis                   |
| Detective Inspector Lachlan Rogers       | Damon Herriman                                          | Frank Röth                        |
| Billy Nixon                              | Ólafur Darri Ólafsson                                   | Matti Klemm                       |
| Sue                                      | Genevieve Lemon                                         |                                   |
| Ralph                                    | Danny Adcock                                            |                                   |
| Sergeant Rodney Lammon                   | Kamil Ellis                                             | Nicolas Rathod                    |
| Dimitri Panigiris                        | Alex Andreas                                            |                                   |
| Ethan Krum                               | Greg Larsen                                             | Manuel Straube                    |
| Marko                                    | Damien Strouthos                                        |                                   |
| Lena Pascal                              | Victoria Haralabidou                                    |                                   |
| Helikopter-Piloten Arlo und Jesse Dobson | The Umbilical Brothers (David Collins und Shane Dundas) | Leonhard Mahlich und Marcel Collé |
| Sandy                                    | Jeanette Cronin                                         |                                   |
| Tony                                     | Jasper Bagg                                             | Oliver Stritzel                   |
| Freddie Lanagan                          | Maria Mercedes                                          | Judith Steinhäuser                |
| Peter                                    | Michael Ibbotson                                        |                                   |
| Constable Carter                         | Rhonda Doyle                                            |                                   |
| Constable Sweeney                        | Simon Gligora                                           |                                   |

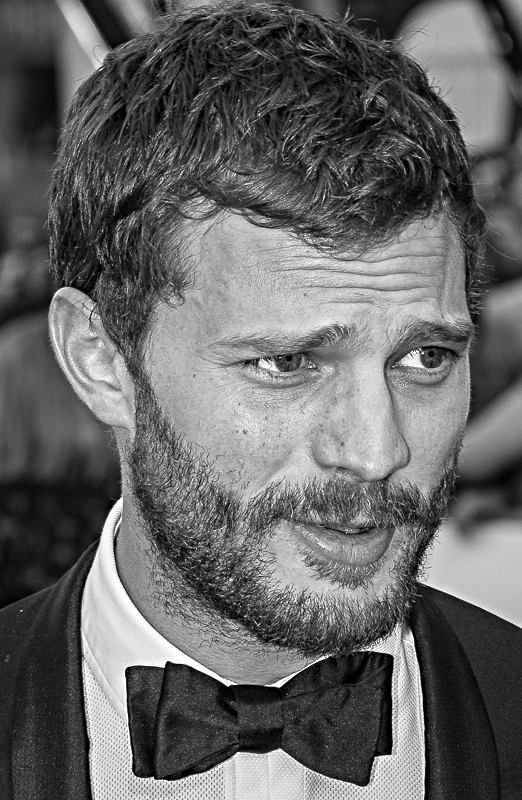
Jamie Dornan
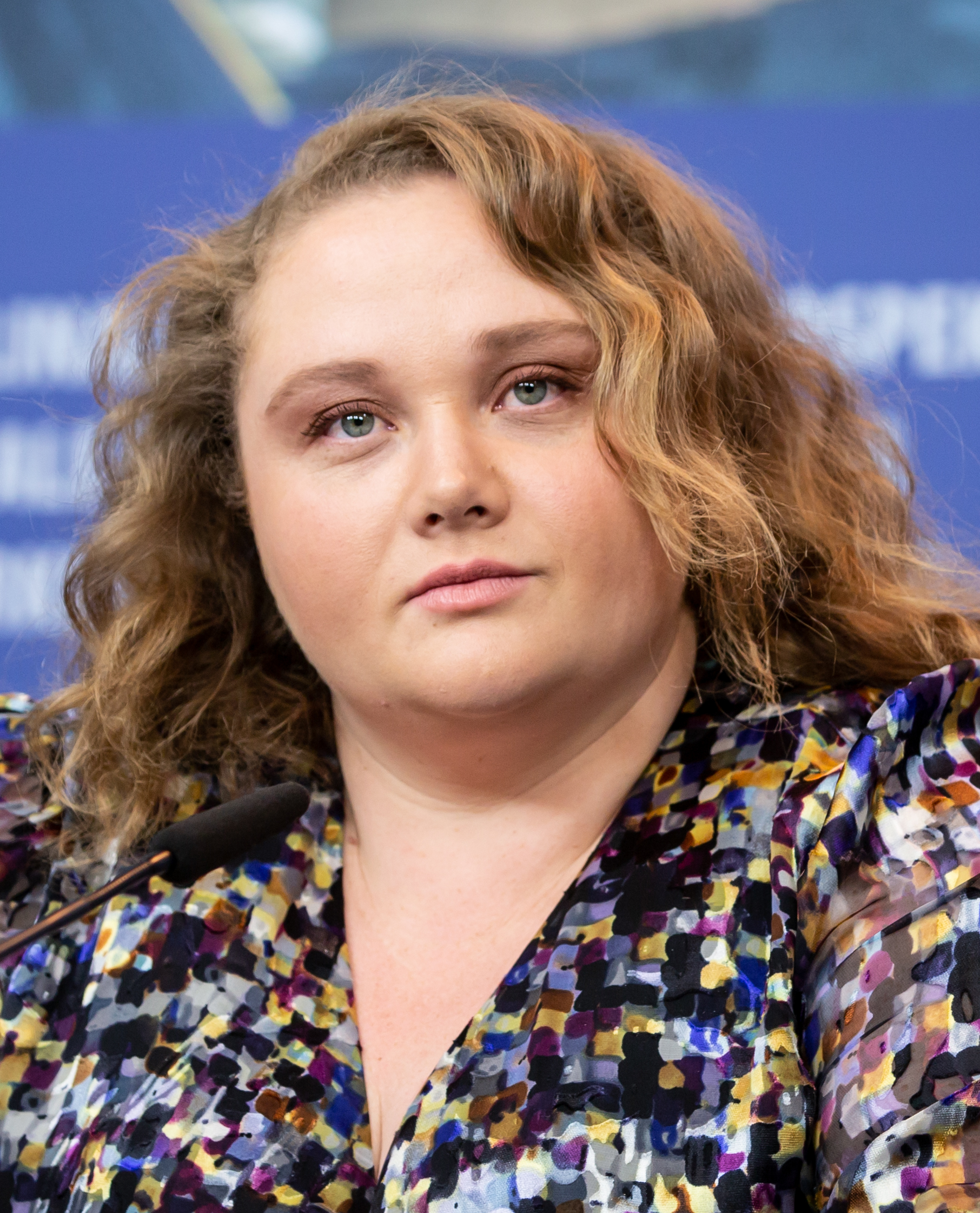
Danielle Macdonald
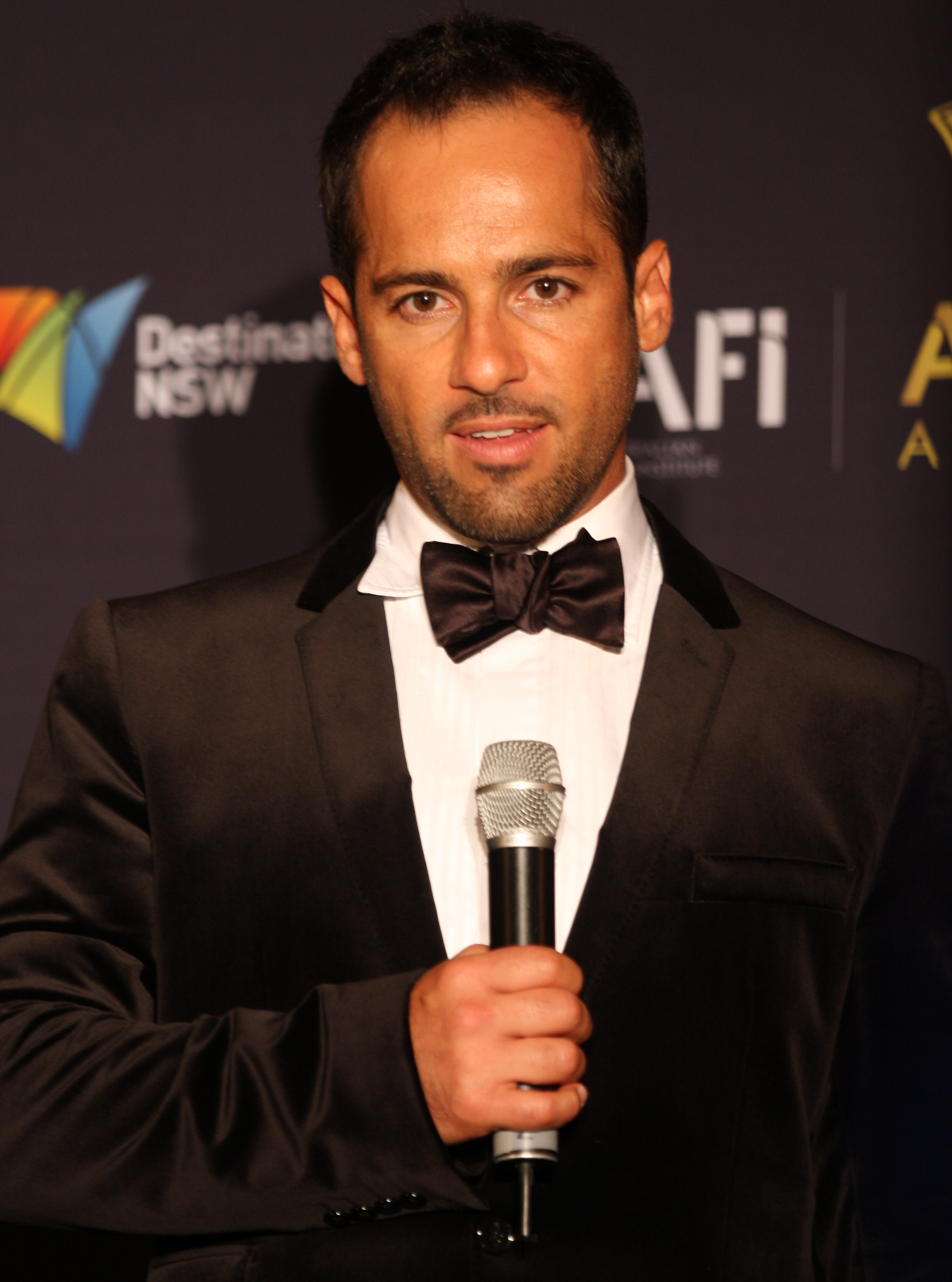
Alex Dimitriades
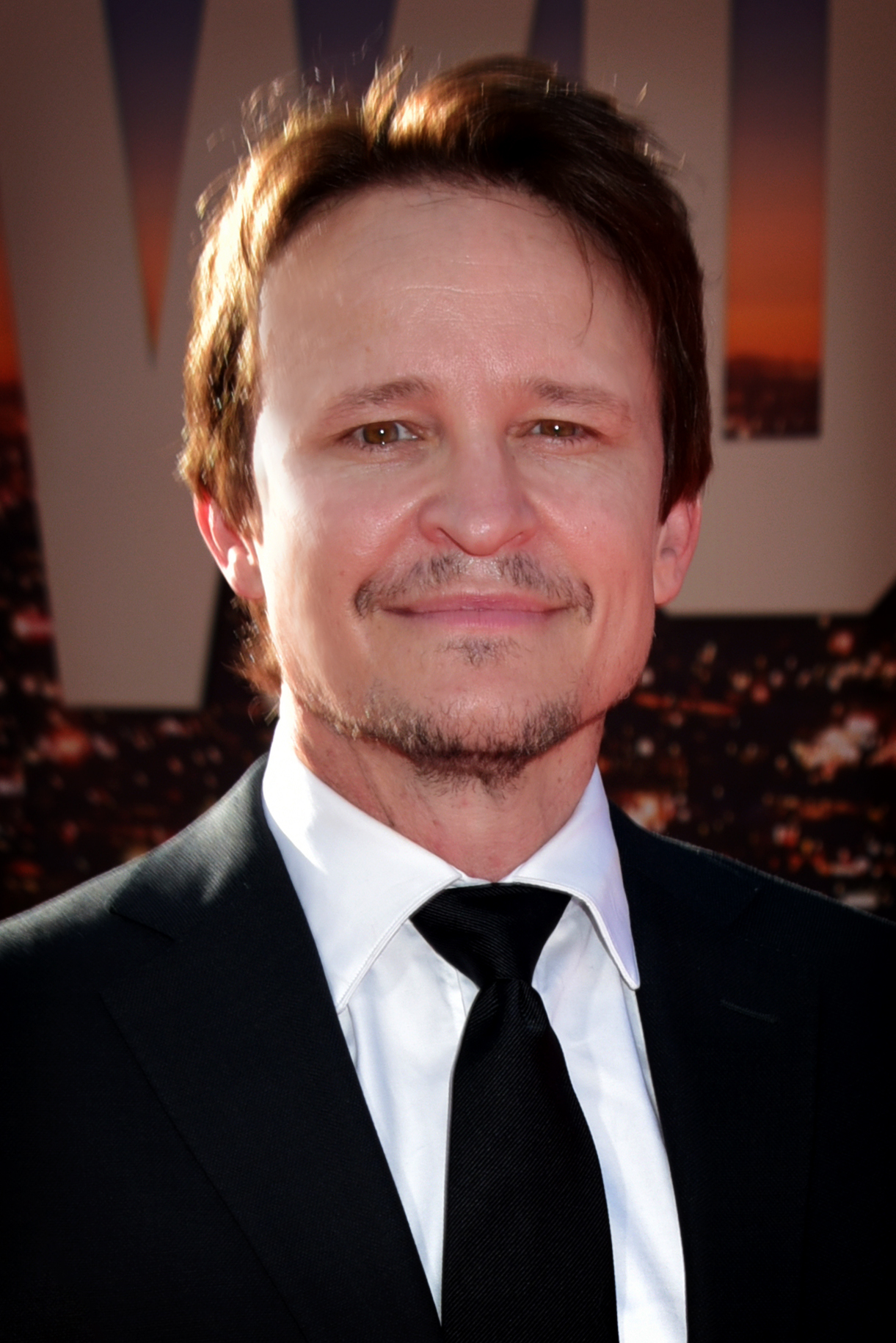
Damon Herriman
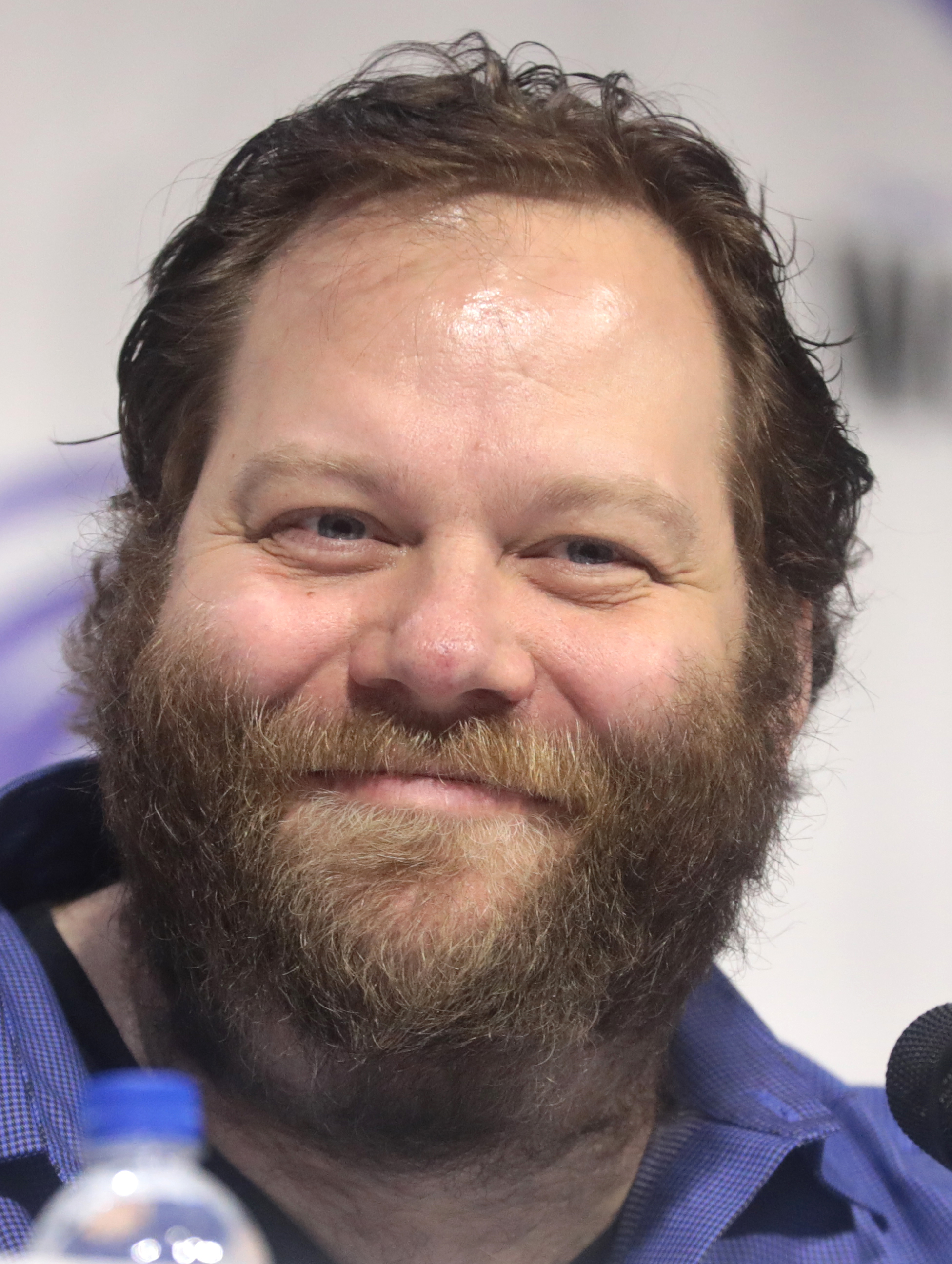
Ólafur Darri Ólafsson

Die Synchronisation erfolgte unter der Regie von Henning Stegelmann durch die Firma Mo Synchron in München.

## Produktion
Im Februar 2020 wurde bekannt gegeben, dass BBC One und Stan eine Thriller-Serie co-produzieren werden, die von Two Brothers Pictures produziert wird, mit Harry und Jack Williams als Drehbuchautoren und Chris Sweeney als Regisseur. HBO Max trat später als Co-Produzent und Verleiher für den US-Markt bei. Im Januar 2021 wurden Jamie Dornan, Danielle Macdonald, Shalom Brune-Franklin, Ólafur Darri Ólafsson, Alex Dimitriades und Hugo Weaving als Haupt-Besetzung bekanntgegeben. Hugo Weaving wurde später durch Damon Herriman ersetzt.
Die Dreharbeiten begannen im März 2021 in South Australia und fanden in Port Augusta und Peterborough sowie in den Flinders Ranges statt; einige Szenen wurden auch in Adelaide gedreht. Die Dreharbeiten wurden im Juli 2021 abgeschlossen.
Im März 2022 wurde die Serie um eine zweite Staffel verlängert.

## Veröffentlichung
Die Serie wurde am 1. Januar 2022 auf BBC One in Großbritannien, einen Tag später auf Stan in Australien und am 3. März 2022 auf HBO Max in den USA ausgestrahlt. Am 22. August 2022 erfolgte die deutsche Erstausstrahlung im ZDF.